# Kypoutche
Pour les articles homonymes, voir Artemivsk.
Kypoutche (en ukrainien : Кипуче ; anciennement Katerynivka, Artema, puis Artemivsk) est une ville minière de l'oblast de Louhansk, en Ukraine. Sa population s'élevait à 7 506 habitants en 2013.

## Géographie
Kypoutche fait partie de l'agglomération d'Altchevsk-Kadyvka, en Ukraine, qui compte plus d'un demi million d'habitants.

## Histoire
Kypoutche a été fondée en 1910 près de la gare ferroviaire de Kypoutche et fut d'abord un village nommé Katerynivka (ukrainien : Катеринівка). La localité fut renommée Artema en 1921, puis Artemivsk en 1938 lorsqu'elle accéda au statut de commune urbaine. Elle a le statut de ville depuis 1962. En 2016 la ville est renommée Kypoutche. Sa principale activité est l'extraction du charbon.
Capturée par les séparatistes à la mi-avril 2014 pendant le soulèvement pro-russe de 2014 en Ukraine, la ville est reprise par les forces gouvernementales le 7 juillet.

## Population
| 1923   | 1926   | 1939   | 1959    | 1970    | 1979    |
| ------ | ------ | ------ | ------- | ------- | ------- |
| 1 727* | 3 160* | 9 157* | 15 753* | 14 342* | 12 864* |

| 1989    | 2001   | 2010  | 2011  | 2012  | 2013  |
| ------- | ------ | ----- | ----- | ----- | ----- |
| 11 594* | 9 097* | 7 751 | 7 616 | 7 551 | 7 506 |

## Transports
Kypoutche se trouve à 50 km de Louhansk par le chemin fer comme par la route.